# 젓가락 (영화)
"젓가락"은 2010년에 개봉한 대한민국의 영화이며 2009년 겨울 찍었고 2010년 3월과 4월 시사회까지 했으나 대작들에 밀려 극장을 못 잡았으며 2010년 10월 28일로 개봉일이 변경됐다.
한편,  서세원 감독은  도마 안중근 이후 6년 만에 해당 영화로 메가폰을 잡았지만 누적 관객수 488명으로 처참하게 흥행에 실패했다.

## 캐스팅
- 하연주 : 지숙 역
- 박무영 : 영춘 역
- 김현기 : 담임 역
- 이수근 : 가짜 대학생 역
- 석정만 : 백 사장 역
- 정지윤 : 백 사장 둘째 딸 역
- 신창주 : 소매치기 창주 역
- 이혁기 : 예비군 2 역
- 강성호 : 대통령 역
- 이태경
- 전희선
- 이준혁
- 남희석 (특별출연)
- 정선희 (특별출연)
- 박해진 (특별출연)